# Neuměřice
Neuměřice är en ort i Tjeckien.   Den ligger i regionen Mellersta Böhmen, i den centrala delen av landet, 22 km nordväst om huvudstaden Prag. Neuměřice ligger 206 meter över havet och antalet invånare är 357.
Terrängen runt Neuměřice är platt. Runt Neuměřice är det ganska tätbefolkat, med 80 invånare per kvadratkilometer. Närmaste större samhälle är Kladno, 13,4 km sydväst om Neuměřice. Trakten runt Neuměřice består till största delen av jordbruksmark.